# 1293 Sonja
1293 Sonja (1933 SO) là một tiểu hành tinh bay qua Sao Hỏa được phát hiện ngày 16 tháng 9 năm 1933 bởi E. Delporte ở Uccle.